# 張文錦
张文锦（1477年—1524年），字闇夫，山東安丘縣（今山东安丘市）人。明朝政治人物。官至大同巡撫，因兵變被殺。

## 生平
山东鄉試第七十五名舉人，弘治十二年（1499年）己未科进士，授户部主事。正德初年，刘瑾專權，被下诏狱，逐斥为民。
刘瑾伏诛後，再被啟用。升迁為郎中。督税陕西。升安庆府知府。宸濠之亂時，叛軍攻至城下，張文錦堅拒僉事潘鵬誘降。宸濠下令攻城，不能克。
嘉靖元年（1522年），官都察院右副都御史，巡抚大同。
嘉靖三年（1523年）五月，张文锦认为大同镇北部无险可守，下令在大同城北九十里筑红寺、胪圈、窑山墩、水尽头、沙河等五堡，又迁徙2500家镇卒前往守衛。镇卒以往戍必死于鞑靼，不肯服从，张文锦大怒，杖打队长。嘉靖三年（1524年）八月大同驻军郭鑑、柳忠、陈浩、胡雄等哗变，张文锦被殺，史稱“五堡兵變”。

## 家族
曾祖张名远；祖张敬；父张政。前母佀氏；母彭氏。具庆下。弟文衡、文繡、文炳、文蔚。

## 書目
- 《明史》列传第九十九
- 《陵潭张氏家谱》
- 尹耕《大同平叛志》

| 官衔        | 官衔                                    | 官衔          |
| ----------- | --------------------------------------- | ------------- |
| 前任： 馬文 | 直隸安慶府知府 正德十一年（1516年）上任 | 繼任： 胡纘宗 |